# MythBusters
 MythBusters és un programa de televisió estatunidenc de divulgació científica emès per Discovery Channel. Està protagonitzat pels experts en efectes especials Adam Savage i Jamie Hyneman ajudats per Tory Belleci, Grant Imahara i Kari Byron, que usen els seus coneixements i habilitats per posar a prova la validesa de la llegendes urbanes i altres creences de la cultura popular sotmetent al mètode científic.
El programa es grava principalment en l'àrea de la badia de San Francisco, narrat per la veu de Robert Lee.

## Història
Originalment el programa va ser presentat a Discovery Channel per Peter Rees deBeyond Television Productionsa 2002. Discovery va encarregar llavors els tres episodis pilot. Jamie Hyneman va arribar al programa per mitjà de Rees, que el coneixia amb anterioritat per la seva aparició en el programaRobot Wars. Adam Savage que havia treballat al costat de Hyneman en comercials de televisió i enRobot Wars, va ser elegit per aquest per co-presentar el programa, ja que Jamie pensava que no era prou dinàmic com per conduir el programa ell sol. A juliol del 2006 es va editar una versió de 30 minuts (en contraposició als 50 minuts normals) de MythBusters que va ser emesa per primera vegada al canal BBC Two del Regne Unit.

## Format
En cada programa, d'uns 45 minuts de durada, s'avaluen empíricament de dos a tres mite s urbans, creences populars o rumors que circulen per internet. Generalment un d'ells requereix una complexa tasca de recerca, preparació o construcció, i el fil conductor del programa entre el qual es van intercalant els altres mites que resulten ser més fàcils de comprovar o són visualment menys espectaculars. Uns pocs experiments van ser tan complexos que van consumir per complet el temps del programa. Un d'ells, el Coet Confederat (episodi 54) que es va basar en la recreació de la falsa llegenda que un míssil balístic va ser disparat per l'exèrcit confederat des de Richmond, Virgínia, a Washington DC durant la Guerra Civil nord-americana. Altres van ser Torpedes Humans(episodi 49) i El raig de la mort d'Arquimedes (episodi 60).

## Mètodes per verificar els mites
A MythBusters generalment comproven el mite en dos passos. En primer lloc s'intenten recrear els fets tal com es descriuen en el mite, en els primers episodis es deia a això "repetir les circumstàncies per reproduir els resultats». Això implica que l'equip intenta repetir exactament les situacions que es relaten en el mite, per veure si els resultats afirmats passen. Si falla intenten ampliar els paràmetres perquè es produeixin els resultats descrits. Moltes vegades l'ampliació de paràmetres es realitza fins a extrems impossibles en la realitat, de manera que quedi demostrada la impossibilitat del mite.
Encara que no existeix un procediment específic que segueixi l'equip en termes físics, la resolució de la majoria dels mites implica la construcció d'objectes i màquines per a estudiar el mite. Llavors Jamie i Adam fan ús del seu extens coneixement en enginyeria i construcció per desenvolupar complexos dispositius mecànics amb els quals realitzar els experiments, per a això utilitzen el seu propi taller i sovint cal també construir els escenaris per a simular les situacions del mite. Les accions humanes sovint són substituïdes per dispositius mecànics per raons de seguretat, per assegurar l'exactitud o aconseguir regularitat en les accions que s'han de repetir. Els mètodes per comprovar els mites generalment s'executen de manera que produeixin efectes visuals espectaculars.
Els experiments es realitzen a vegades dins del taller d'efectes especials, però sovint l'equip necessita realitzar a l'exterior. Moltes de les proves realitzades a l'exterior es van realitzar en el mateix aparcament de M5. Un contenidor de càrrega situat allà va servir de cambra d'aïllament per a molts dels experiments perillosos. A mesura que l'audiència i els ingressos van augmentar es van poder fer desplaçaments a altres localitzacions i instal·lacions especialitzades per a determinats mites.
Els resultats s'estableixen amb mesures científiques apropiades per a cada experiment. Algunes vegades els resultats poden ser reflectits en mesuraments numèriques, usant aparells científics corrents com termòmetres per a la temperatura o multímetre s per a mesures de l'electricitat. Quan els resultats no es poden plasmar numèricament l'equip utilitza diversos mètodes per fer observables els efectes. Quan s'examinen les conseqüències físiques sobre el cos humà que resultarien massa perilloses per a la integritat física de les persones, a MythBusters s'usen objectes equivalents. Al principi feien servir principalment maniquís de proves de xoc (normalment un al que van cridar Buster) per avaluar els possibles traumes. Posteriorment es van utilitzar també cadàvers de porcs per simular millor la carn, ossos o òrgans humans. A més algunes vegades s'han fet motlles de cossos humans o parts d'ells amb gel balístic, amb ossos reals o simulats a l'interior per reproduir efectes en parts del cos específiques.
Per poder determinar els resultats visualment o simplement per augmentar l'espectacularitat de les imatges s'usen càmeres d'alta velocitat en els experiments i aquestes imatges s'han convertit en un dels segells de distinció del programa. Apareixent sovint aquest tipus de seqüències d'objectes que es mouen molt de pressa davant d'una escala de mesura per determinar la velocitat dels objectes.
Les proves llargues són editades sovint perquè el seu desenvolupament s'ajusti a la durada del programa de televisió, el que pot donar la impressió que els resultats s'obtenen de poques repeticions o amb una base de dades més petita de la que realment hi ha. Durant l'especial de Seqüències eliminades s'afirma específicament que les proves dels mites i els experiments es repeteixen moltes vegades i de diverses formes diferents que són impossibles de plasmar en la seva totalitat durant el programa. Des de l'inici de la cinquena temporada es va incloure en els episodis un avís als espectadors que si volien veure les escenes no incloses dels experiments estaven disponibles a la pàgina web del programa, a més d'algunes proves addicionals. Encara Savage ha declarat que no sempre intenten aconseguir un nombre de resultats tan gran que descarti definitivament qualsevol biaix estadístic.
En resposta a les crítiques rebudes pels seus mètodes o resultats en algun episodi anterior, el programa ha fet diversos episodis de revisió, en què l'equip repetia les proves o utilitzava un mètode diferent per obtenir nous resultats si les reclamacions rebudes tenien una base suficient. En aquests episodis uns pocs mites han canviat el resultat de l'experiment perquè originalment s'havia comès algun error o no s'havia tingut en compte algun paràmetre, però la majoria dels mites que es van revisar van obtenir la mateixa conclusió que la primera vegada.
Existeixen diversos mites de la cultura popular no s'estudien a MythBusters. Uns són els relatius a conceptes paranormals com extraterrestres i fantasmes que no són susceptibles de ser sotmesos a les proves del mètode científic. Altres mites que s'han evitat són els que atempten contra la integritat física d'animals o persones, o que no poden ser comprovats de manera segura. Tal va ser l'ocasió en què els protagonistes es van negar al final a verificar la creença que un gos caniche rebenta en ser assecat en un forn microones després de banyar-lo, tot i haver-ho anunciat al principi del programa sobre els mites dels microones. El llibre MythBusters: The Explosive Truth Behind 30 of the Most Perplexing Urban Legends of All Time ofereix una llista d'altres dotze llegendes urbanes que van ser rebutjades (encara que, malgrat tot, tres d'elles es van fer finalment).